# Cruces (Oviedo)
San Esteban o Cruces (en asturiano: San Isteba y oficialmente San Esteban/San Isteba), es una parroquia del municipio de Oviedo, Asturias (España). 
En sus 7,69 km² habitan un total de 910 habitantes (INE 2014) e incluye a las siguientes entidades de población:
- Los Arenales
- La Barraca
- El Bosque
- La Brañiella (La Brañella)
- El Caldero (El Calderu)
- Covadonga (La Covadonga)
- El Cruce
- Las Cruces (Les Cruces)
- Friera
- Lugido (El Lloxu)
- Los Molinos
- Morente
- Novales
- Paderni (Paderne)
- El Pando
- Los Pintos
- San Cristóbal (El Monte San Cristoba)
- San Rafael (Les Cases)
- Vidayán

## Hijos ilustres
- Alonso Quintanilla Contador Mayor del Reino, a finales del S.XV[3]

## Demografía
| Gráfica de evolución demográfica de Cruces entre 2000 y 2014 |
|                                                              |